# 利维奥·拉帕杜拉
利维奥·拉帕杜拉（義大利語：Livio La Padula，1985年11月20日—），意大利男子赛艇运动员。他曾代表意大利参加世界赛艇锦标赛，获得二枚金牌、四枚银牌和二枚铜牌，他也曾参加2016年夏季奥林匹克运动会。